# Юлиан Стаматов
Юлиан Стаматов е български тенисист и треньор роден на 18 март 1963 г. в Пловдив. Дългогодишен състезател за Купа Дейвис. За отбора на България за Купа Дейвис има 15 победи и 16 загуби.
Стаматов е републикански шампион по тенис през 1981 и 1984 г. Печели турнир в Истанбул през 1984 г. на двойки заедно с Теодор Бачев.
Треньор е в Инсбрук (Австрия) в продължение на 18 години, а впоследствие става главен треньор в Тенис клуб „Малееви“.
През март 2008 г. е назначен за спортен директор на Българската федерация по тенис.
Коментира тенис по Eurosport, но само най-интересните мачове.